# Parupeneus margaritatus

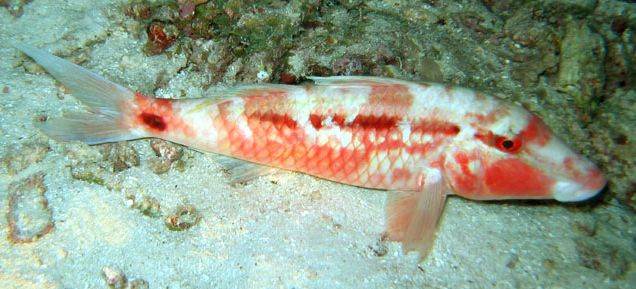
Fotografia d'un especimen de Parupeneus margaritatus.

 Parupeneus margaritatus és una espècie de peix de la família dels múl·lids i de l'ordre dels perciformes.

## Morfologia
Els mascles poden assolir els 23 cm de longitud total.

## Distribució geogràfica
Es troba des del Golf Pèrsic i el Golf d'Oman fins a l'oest del Pakistan.